# 009 RE:CYBORG
《009 RE:CYBORG》是2012年10月27日上映的日本动画电影。与石之森章太郎原作的《人造人009》有相同的登场人物，与2013的现代世界同步作为舞台描写了新的剧本。标题的RE是重新开始的意思，考虑以本作为出发点展开新的系列。

## 剧情简介
曾经拯救了世界的9名人造人战士们回到故乡开始了各自的人生。但是，在2013年各国发生了连环爆炸恐怖事件，于是吉尔莫亚博士再次召集了众人。在那个时候，009岛村乔的记忆已经被东京的高中生活重置了。

## 製作人員
- 原作：石森章太郎
- 劇本、監督：神山健治
- 音樂：川井憲次
- 人物設定：麻生我等
- 分鏡：青木康浩、林祐一郎
- 建模、動畫總監：鈴木大介
- 演出：柿本廣大
- 首席動畫師：植高正典、小川實希
- 美術設定：渡部隆、瀧口比呂志、堀元宣
- 2D設計：佐古宗一郎、青木康浩、林祐一郎、堀元宣
- 道具設計：常木志伸、石本剛啟
- 機械設計：荒牧伸志、臼井伸二
- 美術監督：竹田悠介
- 色彩設計：片山由美子
- 攝影監督：上薗隆浩
- 編集：佐藤敦纪
- 音響設計：Tom Myers
- 製作統籌：上薗隆浩、川端玲奈
- 動畫製作人：松浦裕曉
- 製作總指揮：石川光久、紀伊宗之
- 製作人：石井朋彥
- 製作：Production I.G、三次元
- 發行：Production I.G、T-JOY
- 製作商：「009 RE:CYBORG」製作委員會（Production I.G、T-JOY、AMAZON LATERNA、VAP、日本電視放送網、石森製作）

## 漫画版
《月刊BIG GANGAN》2012年Vol.06开始连载麻生我等执笔的漫画版，已出版4卷单行本（至2014年7月）。
1. 009 RE:CYBORG 封面角色:009 2012年10月25日发售 ISBN 978-4-7575-3746-0
2. 009 RE:CYBORG 封面角色:002 2013年5月22日发售 ISBN 978-4-7575-3950-1
3. 009 RE:CYBORG 封面角色:003 2013年12月25日发售 ISBN 978-4-7575-4189-4
4. 009 RE:CYBORG 封面角色:004和006 2014年7月25日发售 ISBN 978-4-7575-4369-0

## 小说版
神山健治与福岛直浩合著的小说版在《月刊newtype》连载，由角川书店发行了单行本全1卷。
- 009 RE:CYBORG （角川书店） 2012年11月9日发售 ISBN 978-4-04-110328-9

## Blu-ray / DVD
2013年5月22日发售。
- 009 RE:CYBORG DVD通常版（1张碟）
- 009 RE:CYBORG Blu-ray通常版（1张碟）
- 009 RE:CYBORG Blu-ray BOX 豪华版（3张碟）

## 备注
- 本作公开的2012年正是《人造人009 与诸神的战斗（サイボーグ009 神々との戦い）》的舞台所处的年代。

## 外部連結
- 官方网站
- PH9 神山健治監督作品
- 石森WEBサイト 〜変身！〜（石森プロ公式サイト）
- 石森プロ公式『サイボーグ009』サイト 009ing.com
- PH9 神山健治監督作品的Facebook專頁
- PH9 神山健治監督作品公式的X（前Twitter）
- 正社員サイボーグ003
- PEPSI NEX×009 RE:CYBORG（页面存档备份，存于）
- 009 RE:CYBORG | ビッグガンガン | SQUARE ENIX（页面存档备份，存于）